# Colostethus
Genre
Synonymes
- Prostherapis Cope, 1868

Colostethus est un genre d'amphibiens de la famille des Dendrobatidae.

## Répartition
Les 20 espèces de ce genre se rencontrent du  Panama au Nord du Pérou.

## Taxinomie
La majorité des espèces qui faisait partie de ce genre ont été transférées dans divers genres de la famille. Il était le fourre-tout dans lequel était décrit classiquement tous les Dendrobatidae non venimeux et non colorés, après des analyses génétiques, il a été démembré.

## Liste des espèces
Selon Amphibian Species of the World (11 juin 2017) :
- Colostethus agilis Lynch & Ruiz-Carranza, 1985
- Colostethus alacris Rivero & Granados-Díaz, 1990
- Colostethus argyrogaster Morales & Schulte, 1993
- Colostethus brachistriatus Rivero & Serna, 1986
- Colostethus dysprosium Rivero & Serna, 2000
- Colostethus fraterdanieli Silverstone, 1971
- Colostethus fugax Morales & Schulte, 1993
- Colostethus furviventris Rivero & Serna, 1991
- Colostethus imbricolus Silverstone, 1975
- Colostethus inguinalis (Cope, 1868)
- Colostethus jacobuspetersi Rivero, 1991
- Colostethus latinasus (Cope, 1863)
- Colostethus lynchi Grant, 1998
- Colostethus mertensi (Cochran & Goin, 1964)
- Colostethus panamansis (Dunn, 1933)
- Colostethus pratti (Boulenger, 1899)
- Colostethus ruthveni Kaplan, 1997
- Colostethus thorntoni (Cochran & Goin, 1970)
- Colostethus ucumari Grant, 2007
- Colostethus yaguara Rivero & Serna, 1991

## Publication originale
- Cope, 1866 : Fourth contribution to the herpetology of tropical America. Proceedings of the Academy of Natural Sciences of Philadelphia,  vol. 18, p. 123-132 (texte intégral).